# Johannes Bochenek

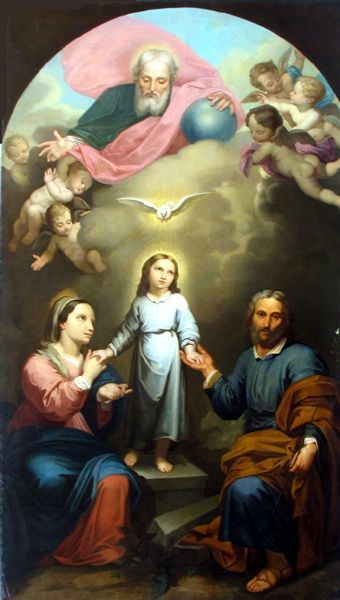
Dwie Trójce 1865

Johannes Philip Josef Bochenek (ur. 2 maja 1831 w Hulczynie, zm. 3 grudnia 1909 w Berlinie) – niemiecki malarz religijny i portrecista.
Od najmłodszych lat interesował się malarstwem. Malował w domu i w szkole, szczególnie chętnie motywy religijne: portrety świętych, szopki noworoczne itp. Na jego talent zwrócił uwagę nauczyciel w szkole powszechnej, popierając go na wszystkie sposoby.
W 1844 r. zdecydował się na zrobienie długo planowanego, rozstrzygającego kroku w swoim życiu. Zaoszczędzone przez kilka lat 150 talarów pozwoliło mu na wyruszenie w podróż z Raciborza do Berlina, gdzie zapisał się na tamtejszą Akademię Sztuk Pięknych. Po okresie próbnym, w czasie którego musiał się wykazać umiejętnościami i talentem malarskim, został przyjęty w poczet studentów. W początkowym okresie studiów najwięcej problemów sprawiał mu ciągły brak pieniędzy. Aby móc uczęszczać na zajęcia, kupić potrzebne materiały i opłacić stancję, musiał imać się różnym zajęć, głównie kopiowania obrazów i udzielania lekcji rysunku. Jego sytuacja materialna poprawiła się nieco, gdy w 1850 r. otrzymał od ministerstwa stypendium w wysokości 3 talarów miesięcznie.
W akademii Bochenek studiował do 1856 r., zdobywając w tym czasie coraz większy rozgłos, głównie jako portrecista. Na przeszkodzie do podjęcia poważniejszych zamówień stał brak własnego atelier. w końcu propozycja jego profesora, który zgodził się udostępnić mu część swojej pracowni, problem ten rozwiązała. W tym też czasie powstały jego pierwsze znaczące obrazy, m.in. św. Barbary, Syna marnotrawnego i Chrystusa z Samarytanką. Zostały wykorzystane dla kościoła farnego w Tarnowskich Górach.
W 1857 r. otrzymał doroczną nagrodę - stypendium akademii dla najlepszego absolwenta w wysokości 1500 talarów. mógł więc podjąć wymarzoną od wielu lat, ale pozostającą w planach wyprawę do Włoch. Po długiej, obfitującej w wiele przystanków, podróży dotarł do Rzymu. Tam szkolił się dalej pod okiem znakomitego malarza i pedagoga Petera von Corneliusa. Nawiązał także wiele znajomości m.in. ze znanym malarzem prof. Steizem. Jego głęboki katolicyzm i wynikająca z tego postawa moralna, wyniesiona ze śląskiego domu rodzinnego, zdecydowały o tym, że stronił od wesołego i rozwiązłego zarazem życia rzymskich środowisk twórczych, poświęcając swój czas na dokształcanie i malarstwo.
Po powrocie do Niemiec osiadł w Berlinie. Jego sława i popularność urosły do tego stopnia, że mógł wybierać w zamówieniach. Najchętniej wybierał te pochodzące ze Śląska. Nigdy nie zerwał bowiem kontaktów ze swoją ziemią rodzinną, będąc tu, z racji swej pracy zawodowej i nie tylko, częstym gościem. Namalował obrazy w kościołach wielu śląskich miast m.in. w: Raciborzu (kaplica zamkowa, kościół Św. Jana Chrzciciela na Ostrogu), swym rodzinnym Hulczynie, Mikołowie, Sudicach, Legnicy i Trzebnicy. Jego obrazy znajdują się nawet w Sydney w Australii. Na zamówienie biskupa warmińskiego namalował portrety Wilhelma II, który niezmiernie się temu ostatniemu podobał, a także w Rzymie – portret papieża Piusa X. Na namalowanie swego portretu papież udzielił artyście 3 dłuższych audiencji. Portrety te, jak również autoportret samego artysty, są uważane za dzieła mistrzowskie.
Bochenek zajmował się również teorią malarstwa, wydając poważne dzieło z tego zakresu, które spotkało się z uznaniem kół fachowych. Zmarł w Berlinie. Do końca życia pozostał skromnym i bogobojnym człowiekiem, dumnym ze swego śląskiego pochodzenia.